# Resultados do Carnaval de São Paulo em 2007
Esta página contém os resultados do Carnaval de São Paulo em 2007. 

## Escolas de samba

### Grupo Especial
Os desfiles do grupo especial ocorreram nos dias 16 e 17 de fevereiro no sambódromo do Anhembi.
Ordem de Desfile
| Sexta-feira (16/02/2007) | Sábado (17/02/2007)                                                                                                  |
| 1. Imperador do Ipiranga 2. X-9 Paulistana 3. Tom Maior 4. Império de Casa Verde 5. Acadêmicos do Tucuruvi 6. Unidos de Vila Maria 7. Nenê de Vila Matilde | 1. Pérola Negra 2. Vai-Vai 3. Unidos do Peruche 4. Mancha Verde 5. Águia de Ouro 6. Rosas de Ouro 7. Mocidade Alegre |

Mapa de notas
Abaixo o mapa de notas da apuração do Grupo Especial:

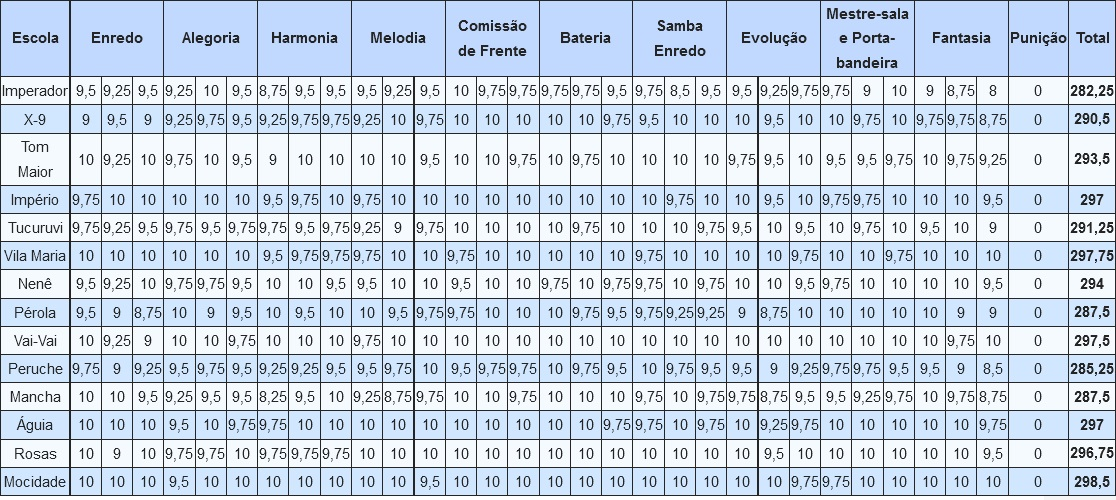
Mapa de apuração

Classificação
| Legenda: Campeã Rebaixada |

| Col. | Escola                 | Enredo                                                                                                   | Pontos |
| ---- | ---------------------- | --- | ------ |
| 1    | Mocidade Alegre        | Posso ser Inocente, Debochado e Irreverente... Afinal, Sou o Riso Dessa Gente!!!                         | 298,50 |
| 2    | Unidos de Vila Maria   | Vila Maria: Canta, Encanta com minha história... Cubatão Rainha das Serras                               | 297,75 |
| 3    | Vai-Vai                | O 4º Reino - O Reino do Absurdo                                                                          | 297,50 |
| 4    | Águia de Ouro          | Deus fez o Homem de barro e a Águia de ouro....o Brasil feito a mão                                      | 297,00 |
| 5    | Império de Casa Verde  | Glórias e Conquistas - A Força do Império está no salto do Tigre                                         | 297,00 |
| 6    | Rosas de Ouro          | Tellus Matter - O cio da Terra                                                                           | 296,75 |
| 7    | Nenê de Vila Matilde   | A Águia Radiante com o Pioneiro das Comunicações – João Jorge Saad – 70 Anos de Conquistas e Realizações | 294,00 |
| 8    | Tom Maior              | Com licença, eu vou à luta!                                                                              | 294,00 |
| 9    | Acadêmicos do Tucuruvi | Renovar é Preciso...Pra que o viver seja possível                                                        | 291,25 |
| 10   | X-9 Paulistana         | Força Brasil - O país que surge da tinta, delira num carnaval de cores                                   | 290,50 |
| 11   | Mancha Verde           | Decifra-me ou Devoro-te. Apocalipse: 4 cavalheiros, 3 profecias e 4 segredos !                           | 287,50 |
| 12   | Pérola Negra           | Venda como arte, comércio como sua principal representação                                               | 287,50 |
| 13   | Unidos do Peruche      | Com Mauricio de Sousa, a Unidos do Peruche, Abre-Alas, Abre-Livros, Abre-Mentes e Faz Sonhar             | 285,25 |
| 14   | Imperador do Ipiranga  | Siderurgia Forte Constrói um Mundo de Aço                                                                | 282,25 |

### Grupo de Acesso
Os desfiles do grupo de acesso ocorreram no dia 18 de fevereiro no sambódromo do Anhembi
Classificação
| Legenda: Promovida Rebaixada |

| Col. | Escola                  | Enredo | Pontos |
| ---- | ----------------------- | --- | ------ |
| 1    | Gaviões da Fiel         | Anchieta, José do Brasil                                                                                             | 298,00 |
| 2    | Camisa Verde e Branco   | Das sete curvas de um rio nasce a rua da cultura, religião, comércio e festas populares: 25 de Março, isso é Brasil! | 295,75 |
| 3    | Leandro de Itaquera     | Sou Leandro, Sou Feliz, Sou Batuque, Minha Força é Minha Raiz, 25 Anos, Minha História Uma Locomotiva de Emoções     | 295,25 |
| 4    | Barroca Zona Sul        | Cana de Açúcar - O Doce Sabor do Prazer                                                                              | 292,00 |
| 5    | Dragões da Real         | Aportei nesta avenida em busca do nosso seguro                                                                       | 288,25 |
| 6    | Acadêmicos do Tatuapé   | Uirapuru, Deus do Mundo Alado, Pássaro Encantado                                                                     | 286,75 |
| 7    | Morro da Casa Verde     | Morro da Casa Verde, um triunfo entre as pérolas                                                                     | 286,25 |
| 8    | Unidos de São Lucas     | Muitos Com, Milhares Sem                                                                                             | 282,75 |
| 9    | Imperial                | Brazil com Z | 287,75 |
| 10   | Flor de Liz da Zona Sul | Vai Brasil festeiro, dançando o ano inteiro, revivendo o folclore brasileiro                                         | 281,00 |

### Grupo 1
Os desfiles do grupo 1 ocorreram no dia 19 de fevereiro.
Classificação
| Legenda: Promovida Rebaixada |

| Col. | Escola                         | Enredo | Pontos |
| ---- | ------------------------------ | --- | ------ |
| 1    | Unidos do Vale Encantado       | Do Oiapoque ao Chuí, Meu Povo Dança e Ainda Sorri                                                                             | 297,00 |
| 2    | Prova de Fogo                  | Mulheres que Fizeram e Fazem a História do Nosso Brasil                                                                       | 296,00 |
| 3    | Camisa 12                      | Camisa 12 Traz os Festejos Nordestinos em forma de Poesia                                                                     | 293,00 |
| 4    | Combinados de Sapopemba        | Sou Negro, Sou Paulistano, Sou Cultura                                                                                        | 295,25 |
| 5    | Colorado do Brás               | Negro, o grande ventre que gerou seus filhos, atravessando o mar aqui chegou. No esplendor de uma raça, essa cultura germinou | 291,25 |
| 6    | Primeira da Aclimação          | Entre Lendas e Contos, Uma Viagem Fascinante ao Mundo Mágico da Imaginação                                                    | 291,25 |
| 7    | União Independente da Zona Sul | Assim um Povo Surgiu, Heróico do Brado Retumbante                                                                             | 290,75 |
| 8    | Brinco da Marquesa             | O grande amor da Arca Sagrada                                                                                                 | 290,25 |
| 9    | Passo de Ouro                  | O Amanhã Como Será? Quem Puder, Responda!                                                                                     | 287,50 |
| 10   | Império Lapeano                | Doar e Doar-se Com Muito Amor ao Próximo "Cruz Vermelha"                                                                      | 286,00 |
| 11   | Explosão da Zona Norte         | Rainha das Frutas, Símbolo do Amor, Origem do Pecado - Sua Divindade, a Maçã                                                  | 283,00 |

### Grupo 2
Os desfiles do grupo 2 ocorreram no dia 19 de fevereiro.
Classificação
| Legenda: Promovida Rebaixada |

| Col. | Escola                   | Enredo                                                                                        | Pontos |
| ---- | ------------------------ | --------------------------------------------------------------------------------------------- | ------ |
| 1    | Portela da Zona Sul      | Água Fonte da Vida, Preservar pra Não Faltar                                                  | 196,75 |
| 2    | Flor de Vila Dalila      | Ô Abre Alas, Que a Flor Vai Passar                                                            | 196,75 |
| 3    | Uirapuru da Mooca        | Vem comemorar com o Uirapuru                                                                  | 196,50 |
| 4    | Iracema Meu Grande Amor  | Maravilha Bela                                                                                | 195,25 |
| 5    | Torcida Jovem do Santos  | De Lá Para Cá                                                                                 | 195,00 |
| 6    | Príncipe Negro           | O Príncipe da Corte dos Orixás                                                                | 194,25 |
| 7    | Valença de Perus         | Garantido e Caprichoso na Terra da Garoa                                                      | 193,75 |
| 8    | Dom Bosco                | Da criação do universo, ao universo das criações. Na transformação da vida, 'O ser e o Poder' | 192,75 |
| 9    | Unidos de São Miguel     | Como Diz o Ditado                                                                             | 192,75 |
| 10   | Tradição Albertinense    | O Senhor Samba no Reino das Muitas Mentiras                                                   | 187,00 |
| 11   | Primeira da Cidade Líder | Lavagem do Bonfim. Tradições e Representações da Fé na Bahia no Rufar dos Tambores            | 186,25 |
| 12   | Malungos                 | Mundo de Magia e Fantasia                                                                     | 0      |

### Grupo 3
Os desfiles do grupo 3 ocorreram nos dias 18 e 19 de fevereiro.
Classificação
| Legenda: Promovida Rebaixada |

| Col. | Escola                      | Enredo                                                                                          | Pontos |
| ---- | --------------------------- | ----------------------------------------------------------------------------------------------- | ------ |
| 1    | Estrela do Terceiro Milênio | Guarapiranga 100 Anos                                                                           | 197,75 |
| 2    | Estação Invernada           | Carnajunina. Na Invernada Isto Deu Certo                                                        | 196,50 |
| 3    | Só Vou Se Você For          | Um, Dois, Feijão Com Arroz                                                                      | 194,75 |
| 4    | Lavapés                     | Pra Plantar, Colher e Comer                                                                     | 194,25 |
| 5    | Imperatriz da Paulicéia     | A Vida é um Jogo. Façam Suas Apostas, o Jogo Vai Começar                                        | 194,00 |
| 6    | Os Bambas                   | Em Uma Noite de Emoção, "Os Bambas" Conta "Mil e Uma Noites" Além da Imaginação                 | 193,00 |
| 7    | Mocidade Robruense          | Luz, Magia Que Me Traz Inspiração                                                               | 192,75 |
| 8    | Acadêmicos do Jaraguá       | Paixões de um Brasileiro                                                                        | 185,50 |
| 9    | Unidos de Guaianases        | Civilização da Cana de Açúcar                                                                   | 184,50 |
| 10   | Dragões de São Miguel       | 15 Anos de Folia, meu Carnaval é só Alegria                                                     | 184,25 |
| 11   | Tradição da Zona Leste      | Suzano, o Caminho Real Semeando o Futuro                                                        | 184,00 |
| 12   | Estrela Cadente             | Bebidas... Origens, Prazer, Emoções, um Brinde de Paz Entre as Nações                           | 182,00 |
| 13   | Sai da Frente               | Alegria Cigana                                                                                  | 180,75 |
| 14   | Cachoeira Império do Samba  | Um Sonho de Ícaro                                                                               | 178,50 |
| 15   | União de Vila Albertina     | Fui Trazida Por Portugueses, Cultivada Por Escravos, Sou Matéria Prima da Cachaça. Quem Sou Eu? | 178,25 |
| 16   | Ermelinense                 | Deus Criou o Mundo e o Paraíso Chamou Brasil                                                    | 177,00 |
| 17   | Acadêmicos do Ipiranga      | Odisséia de Uma Raça, A Saga da Beleza Negra                                                    | 169,25 |
| 18   | Flor do Morro               | Brilhando na Imensidão                                                                          | 163,00 |

### Grupo de Espera
| Legenda: Promovida |

| Col. | Escola                  | Enredo                                                                             | Pontos  |
| ---- | ----------------------- | ---------------------------------------------------------------------------------- | ------- |
| 1    | Folha Azul dos Marujos  | Aquarela, o Mundo de Toquinho                                                      | 98,25   |
| 2    | Mocidade Unida da Mooca | A Grande Obra de um Mestre Genial                                                  | 95,25   |
| 3    | Paineiras do Sapopemba  | Artesanato "Brasil", as Mãos que Contam a História do País                         | 90,75   |
| 4    | Império do Cambuci      | Rumo à Sagrada Colina, Fé no Santo Forte da Bahia, Valei-me Nosso Senhor do Bonfim | 36,25   |
| 5    | Dragões de Vila Alpina  | A Viagem dos Dragões num Mundo de Imaginações. Trinta Anos de Emoções              | -8,50   |
| 6    | Flor da Zona Sul        | Do Lixo ao Luxo                                                                    | -76,25  |
| 7    | Zum Zum de Itaquera     | Esperança                                                                          | -154,75 |
| 8    | Boêmios da Vila         | Deste Teu Olhar Nasce a São Paulo do Meu Olhar                                     | -179,75 |

## Blocos

### Grupo Especial De Blocos
- 01º - Unidos De Santa Bárbara 120
- 02º - Pavilhão Nove 118,5
- 03º - Chorões da Tia Gê 117,5
- 04º - Vovó Bolão 117,25
- 05º - Unidos Do Pé Grande 116
- 06º - Amizade Da Zona Leste 115,75
- 07º - Garotos Da Vila Santa Maria 115,25
- 08º - Mocidade Ind. Da Zona Leste 114,5
- 09º - Unidos Do Guaraú 113,25
- 10º - Tup 102,25

### Grupo 1 De Blocos
- 01º - Caprichosos Do Piqueri 79,25
- 02º - Caprichosos Da Zona Sul 79,25
- 03º - Folha Verde 78,5
- 04º - Unidos De Vila Carmosina 78,25
- 05º - Não Empurra Que É Pior 73,5
- 06º - Mocidade Amazonense 73,25
- 07º - Me Engana Que Eu Gosto 72,75
- 08º - União Da Trindade 72,25
- 09º - Tirando Onda 0
- 10º - Imperiais Unidos 0
- 11º - Afro De Nagô 0